# 日本のインターネット
日本のインターネット（にほんのインターネット）では、日本におけるインターネットに関するさまざまな面について解説する。

## 歴史

### 基幹ネットワーク・企業ネットワークの変遷

#### 基礎技術の開発
今日の日本のインターネットの基となったのは1984年に東京大学、東京工業大学、慶應義塾大学の3つの大学が互いに実験的にコンピュータをUUCPで結んだ“JUNET”であった。やがて多くの大学や企業の研究機関がこの“JUNET”に参加し、そのネットワークが広がっていった。1988年には、コンピュータの分散処理環境の構築とインターネットに関する研究開発のため、産学共同の研究プロジェクト、WIDEプロジェクトが発足し、日本で初めてIP接続によりインターネットに参加した。同年、NTTが日本の主要都市（全都道府県庁所在地）を結んだ光ケーブル網を完成させた。それは翌1989年にはアメリカの全米科学財団ネットワーク(NSFNET)へ接続され、このネットワークを使用し、大手コンピューター関連企業が独自のネットワークを構築し、日本におけるインターネット開発の基礎が形成された。
これにより通信の高速化とコストの大幅な削減に成功し、主要都市またはその周辺都市に於いてインターネットへ接続するための機器、OS等の開発が始まった。当時のインターネットの利用目的はFTPによるファイル転送とSMTPによる電子メール交換とtelnetによる遠隔ログインが主であった。

#### 商用化へ
1991年にはJUNETからドメイン名割り当て業務を引き継いだ“JNIC”が誕生し、1992年には“JPNIC”（現在の日本ネットワークインフォメーションセンター）に組織が変更され、IPアドレス・ドメイン名などの割り当て業務を行う事となる。これを機に、IIJ等の商用インターネットサービスプロバイダ（ISP）が創業し、大手企業や通信・コンピュータ関連企業が光ケーブルにより、各ISPと専用線接続を始めてからインターネットが確立していくようになる。
1990年代初頭の日本のインターネットの文化的な側面としては、当初のインターネットコミュニティの走りとしてNNTPによるニュースサーバが多くの企業ノードや大学ノード単位に立てられ、商用サービス黎明期のインターネットユーザ間の啓蒙や情報伝達、果ては今で言うオフ会の企画などまでを含む、情報流通の基盤を提供していた。特にJUNET時代からサービスが提供されていたインターネットニュースサービスにおいて、それぞれの大手コンピュータベンダーや主要大学間で提供されていたニュースコンテンツ群は、様々な技術の基礎情報や科学的な発表に対する下支えをするような開放的なものも多く、日本のインターネット文化やネチケットの基本となる文化を育んでいった。これらのニュースサービスの多くは、1990年代末にその役割を終え、発展的に解消されていったものが多い。
インフラ面においては独自の光ケーブル網を完成させ、基幹ネットワークを移行させたニフティサーブやPC-VANなど大手パソコン通信サービスは海外と独自に接続されていた。これとは別にパソコン通信サービスを徐々にインターネット上に移行し始める事となる。移行の完了した1994年頃からニフティやPC-VANなど第2種電気通信事業者と呼ばれる通信企業が企業会員、個人会員向けにインターネット接続サービスを始める事となる。
1997年には第1種電気通信事業者のKDD（現・KDDI）などによりJPIXが設立され、分散していたネットワーク網が集約され、インターネットエクスチェンジ（IX）を介して海外に接続される事となる。このIXは現在地方でも作られつつあり、地域IX（地方IX）と呼ばれている。

#### 一般へ
1994年頃からRADIUS（Remote Authentication Dialin User Service）と呼ばれるユーザー認証を行う機器が市販されると共に、NTTによるINS1500のサービスが地方でも始まると、地方でもダイアルアップ接続用のアクセスポイントの開設が容易になり、地場資本の出資による多くの地方ISP（第2種電気通信事業者）が誕生する事となる。地方の小規模な第2種電気通信事業者に対し、大手パソコン通信事業者や、電機メーカー系を中心とした大手第2種電気通信事業者も接続サービスを行い、一般個人や中小企業を対象としたインターネット接続サービスが身近なものとなる。並行してほぼ同時期に、Microsoft社がTCP/IPスタックを標準で搭載したWindows 95を発売したことも普及の要因となった。
1995年に発生した阪神・淡路大震災でインターネットが有効利用されたことがきっかけで、日本において一般メディアでインターネットが取り上げられることが多くなった（阪神・淡路大震災#ネット・パソコン通信・携帯電話も参照）。同年の新語・流行語大賞のトップテンに「インターネット」が選出された。「ネット」という省略形で呼ばれるようになるのもこの頃からである。

### 一般向けサービスの変遷

#### アナログ・ISDN時代
1990年代後半までは、高額な専用線（プロバイダ料金込みで64kbpsで月額10万弱～数百万円）を引けない一般の個人や中小企業などでは一般加入者回線（アナログ回線、ISDN回線）を利用したダイヤルアップ接続を利用していた。日本では電話代は時間および距離従量制であるため、（同一市内）定額制が一般的である欧米に比べ、利用者数は少数のままであった。
1995年にはNTTにより同一市内か隣接地区の特定の番号に対し、夜11時から翌朝8時までの通話に対し料金が定額となるテレホーダイサービスが開始されたが、当初は主要都市にしかアクセスポイントのないプロバイダが多く、多くの利用者が恩恵を受けられるようになるためには、1996年頃からのNTTのOCN事業開始によるアクセスポイントの拡大を待つ必要があった。
1997年にはNTTにより、最大128kbpsの常時接続サービス「OCNエコノミー」が月額38,000円で提供開始されたが、サービス区域が市部や郡部の中心部に限られ、中小企業やごく一部の個人が導入した程度に留まる。後に低額料金のものも出現するが、一時的な利用のみとなる。

#### ブロードバンド化
21世紀に入る前後、政府によるe-Japan計画の策定も後押しとなり月額数千円程度で常時接続が可能になるサービスの提供が展開・普及し始めた。口火を切ったのは、当時の第1種電気通信事業や第2種電気通信事業の認可を受けた双方向の都市型ケーブルテレビ（CATV）事業者で、一部の事業者が放送周波数帯とは別の770MHz帯を活用した定額制の高帯域インターネット接続サービス（いわゆるブロードバンド）を開始した。
さらに、NTT等の第1種電気通信事業者により既存のアナログ電話網を使って広帯域な通信を行うことのできるデジタル加入者線（xDSL）（ほとんどはADSL）による接続サービスが開始され、第2種電気通信事業者のネットワークがNTT等の第1種電気通信事業者のネットワークセンターに接続された。
その後、xDSLの利用可能な地域の拡大とともにxDSL加入者が増加し、2004年時点ではxDSL回線の普及率は世界でもトップレベルとなり、インターネットの世帯普及率もトップレベルとなった。2003年頃からは月額1万円以下程度の料金で光回線（FTTH）や高速化されたCATV等により、ベストエフォートでの転送速度が100Mbpsというより高帯域な常時接続サービスが一般向けに始まった。
2012年6月22日の総務省の発表によれば2012年3月末の段階で、ブロードバンドサービスの契約数は3,952.8万（前期比4.8％増）であり、DSLの契約数については670.5万(前期比5.0％減)、FTTHの契約数については2,230.3万(前期比1.8％増)と固定回線によるブロードバンド接続では、FTTHの利用が主流となっている。
モバイル回線でもスマートフォンの普及にあわせて高速化が進められた。
ただし、これらのようなブロードバンド回線が都市部を中心に普及する一方で、地方部では過疎地などで展開の遅れが目立ち、情報格差と言う新たな問題も発生している。

## 日本での利用状況

### 利用者数及び年齢層
総務省の調査によると、2024年時点のインターネット利用者数は約1億500万人、人口普及率は92.5%に達している。
端末別の利用状況では、スマートフォンが最も多く86.9%、次いで自宅のパソコンが48.8%、タブレットが31.0%、自宅以外のパソコンが19.4%となっている。世代別のインターネット利用率では、20代の利用率は99.8%、30代が99.7%、40代が99.5%、50代でも98.3%と、ほぼすべての年齢層でインターネットが生活の基盤となっている。

### 通信手段

#### 簡易的な利用
Windows 95の登場以降、主にワープロなどのオフィスアプリケーションを利用する手段としてパソコンなどの大衆化が進み、またデジタルコンテンツの遠隔地とのやりとりや電子メールの利用などを可能にする手段としてインターネットの存在自体は広く知られるようになり、初めから趣味（の手段）としてインターネットを使う利用者が増え始めた。
パソコンの購入理由はそれまでオフィスアプリケーションの利用を目的としていたが、インターネット接続自体を目的としてパソコンを購入するユーザーが増え、インターネットはそれまでのパワーユーザーのためのインフラから一般大衆化したインフラに変貌をとげてゆく。当時の多くのパソコンには標準でアナログモデムのみが搭載されており、iMacのようにイーサネットポートをモデムとともにそなえるパソコンは少数派だった。

#### 携帯電話・PHS
NTTドコモのiモードをはじめ、auのEZweb、J-PHONEのJ-スカイ（後にVodafoneのボーダフォンライブ、SoftBankのYahoo!ケータイに継承）、イー・モバイルのEMnet、ウィルコムのAIR-EDGE PHONEなどの携帯電話IP接続サービスが展開され、対応携帯電話・PHS単体でインターネットへのアクセスが可能となり、ウェブサイト閲覧やメールを利用できる世界に先駆けて広まった一方、後の時代からはガラパゴス化を招いたと指摘される。

#### テレビ・ゲーム機を利用したインターネットの利用
インターネットは上述のようにパソコンや携帯電話による接続が一般的であるが、テレビ受像機を表示装置とした接続も行われた。リビングでインターネットが楽しめるという触れこみで、1996年ごろから家電各社はウェブブラウザや電子メールクライアントを搭載したテレビを発売した。しかし、当時の回線環境が貧弱であったこと、インターネットへの接続が非常に個人的な行為（リビングで皆で楽しむ利用状況は極めて稀）なこと、テレビに付属のインターネット機能がインターネット自体の進化に追いつけずすぐに陳腐化することなどのために、このようなテレビはほとんど売れなかった（代表例として三洋電機のインターネッターがある）。
また、テレビにインターネット接続用の外部装置（セットトップボックス）を取り付けるという試みも行われた。「webTV」などインターネット接続専用の装置が発売され、ドリームキャストやピピン@といった一部のゲーム機もインターネットに接続する機能を有していたが、当時のインターネット環境ゆえ利用者は一部のマニアに留まった。携帯型ゲームにおいては、ニンテンドーDSブラウザーなどが開発された。2010年代になると回線速度の向上を受けて、ゲームソフトはダウンロード販売が主流となっていった。
逆にパソコン側からのアプローチ手法として、パソコンにデジタル放送受信機能を内蔵した製品の発売された。

#### コミュニケーション
インターネットは私的な情報発信手段としても使われる。それらは「共有するコンテンツ」として発信される情報と、「コミュニケーション手段」として機能する（例：Web日記）私的な情報とに二分される。

### 応用範囲の拡大

#### ポータルサイト
ポータルサイトでは検索エンジン、インターネットオークション、懸賞などのサービスが提供される。日本ではYahoo! JAPANが最大の市場占有率を持つ。

#### 地域情報発信
地域ポータルサイトとも呼ばれている。

#### 遠隔医療
インターネットの双方向を生かした在宅医療。特に過疎地など医師の巡回が困難な地域での導入実験が進んでいる。

#### IP電話
IP電話は電話網の一部もしくは全部にインターネットの標準技術であるIPを使う電話。従来の電話と異なり、回線や制御機器にインターネット技術を応用することにより低コストで実現できることが特徴である。

#### 電子商取引
インターネットを利用した商取引の形態。

##### 電子カタログ
商品のカタログをウェブサイトに置き、紙のカタログ代わりに利用する。電子商店街や通信販売サイトでは商品の注文も可能。ネットオークション、列車や飛行機の座席予約もこの流れ。

##### インターネットバンキング
インターネットを通じて預金の出し入れが行える。実店舗を展開しないネット銀行も現れている。

##### インターネット証券取引
インターネットを通じて証券取引所に上場する株式の売買が可能。

#### 電子政府
政府、自治体の窓口業務、閲覧などを行うことができるほか、電子申請の取組。
情報公開・検索の例としては、レセプト公開システムや地理に関する地理情報クリアリングハウス及び電子国土ポータル、国立国会図書館の蔵書検索システムなど、比較的システム化し易いものから提供されているほか、電子政府の総合窓口に、「各府省提供の個別行政分野データベース」として取りまとめられている。

#### 自動翻訳
機械翻訳ともいう。

#### 出先からのインターネットの利用

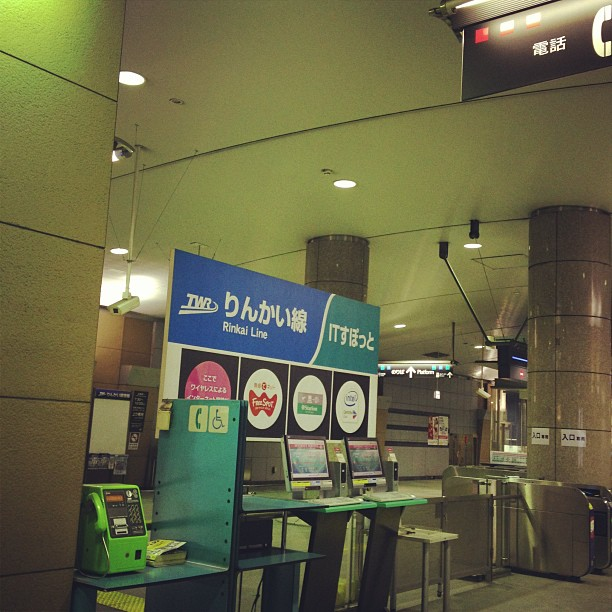
ITすぽっと（2013年、りんかい線の駅改札付近）

いわゆるブロードバンド接続が実用化され始めた2000年頃から、都市部を中心に有料で自由にインターネットへ接続されたパソコンを利用可能なインターネットカフェや漫画喫茶が増加。ホテルの客室にもLANが引かれ、持ち込んだノートパソコンを接続口に接続できるようになっていった。
2010年代にはスマートフォン、タブレットの登場で公衆無線LANが各地に整備されるようになった。

## メディアとしてのインターネット
インターネット上では誰でも自由に情報を発信する事が出来るため、しばしばデマが流布されることがある。例えば百科事典を自称するウィキペディアにおいても、記事の編集を誰にでも無責任で出来る事から特定の個人や団体、或いは特定多数の名誉毀損を目的としたデマが書き込まれることもあるため、記事の記述の信憑性は保障されていない。
しかし、多くのメディアが記事を自社のウェブサイトに掲載しており、それらの記事を複数のメディアから集め、同一条件で掲載するウェブサイトも多数あるため（Yahoo!ニュースなど）、多くのメディアの報道を比較・選別することが容易になった。

### 個々の事例
- 電子掲示板
- チャット
- ブログ（ウェブログ）
- 出会い系サイト

### ウェブサイトの告知
インターネットが普及し始めた1997年頃から、雑誌やテレビコマーシャルなどにURLを表記するというものが良く見られるようになったが、最近ではテレビコマーシャルなどで「○○で検索」と検索キーワードを表示するものが良く見られるようになった（詳しくはコマーシャルメッセージ#「○○を検索」を参照）。なお最近ではコマーシャル以外でも見られるようになってきている（例：NHKテレビ『もっともっと関西』…番組中やエンディングで「もっともっと関西で検索」といったテロップが表示される）。

## インターネット犯罪
インターネットの普及に伴い、ネットを利用する犯罪も増加、モラルパニックの判例の1つになってきている。
非合法な依頼を請け負う目的のウェブサイトが制作され、社会問題に発展している。
撮影された画像・動画の頒布が簡単になったため日本では児童ポルノなどの被害が目立っており、2005年の1月から11月にかけて体を撮影された18歳未満の者は238人で、これは2004年同期の3.4倍である。ネットを介して流布される児童ポルノは誰でも簡単に入手する事が可能なため、一部の自治体では撮影者だけでなく、児童ポルノの頒布を幇助する者や児童ポルノの単純所持者も摘発出来る条例が制定されている。
2014年の児童買春・ポルノ禁止法の改正により「自己の性的好奇心を満たす目的での」単純所持が違法になった。
この他、違法行為を助長し合う為に開設されているコミュニティサイトも数多く存在する。
また、子供までもがインターネット犯罪の被害に遭うおそれがあるため、学校ではインターネットとの付き合い方を教える授業が行なわれたり、各所でフィルタリングソフトの普及が図られているが、授業内容が万全でないなどこれだけで対応するのは限界があるとの声も多く、インターネット自体の大幅な規制も危惧されている。
ネットを介してトロイの木馬やコンピュータウイルスの感染が広まることにより、個人情報が流出したり、データが削除される被害もある。近年では携帯電話に感染するウイルスも発見されている。
2011年には、刑法典が改正され、コンピュータウイルスの作成などを処罰する不正指令電磁的記録に関する罪が追加された。

## 安全性
オランダのセキュリティ企業であるAVG Technologiesの調査結果によれば、日本のインターネットの安全性は世界で第3位だった。1位はアフリカのシエラレオネ、2位は同じくアフリカのニジェールだったが、これらアフリカの2カ国はインターネットの普及が進んでおらず、事実上日本のインターネットの安全性は世界1位と結論づけられる。
エコノミスト・インテリジェンス・ユニットが作成した「世界の都市安全性指数ランキング2017（Safe Cities Index 2017）」では、東京が総合1位を獲得している。サイバーセキュリティ部門も1位であり、特に強みがあるとされる。